# Stàraia Xúdia
Stàraia Xúdia (en rus: Старая Шудья) és un poble d'Udmúrtia, a Rússia, el 2008 tenia 368 habitants. Pertany al raion d'Alnaixi.